# Thomas Gassner
Thomas Gassner (* ca. 1500 in Bludenz; † 13. Februar 1548 in Lindau) war ein reformierter Theologe und Reformator.

## Leben
Über seine Herkunft ist nichts bekannt. Eine akademische Bildung hat er nicht gehabt. Zuerst wird er als Kaplan beim Vogt von Bregenz in Hohenems genannt. Wegen seiner evangelischen Gesinnung musste er 1524 fliehen und kam nach Lindau, wo er gern aufgenommen wurde und bald der führende Prädikant war. Im März 1525 feierte er dort das erste evangelische Abendmahl. Der Bauernkrieg wirkte hemmend ein. Gassner war ein „seufzender Zuschauer“. 
Er riet der Obrigkeit zu milden Maßnahmen. Bald wurden unter seinem Einfluss sittliche Reformen in der Stadt durchgeführt. War er zuerst stark von Martin Luthers Schriften beeindruckt, so geriet er allmählich unter Schweizer Einfluss. Durch die Berner Disputation bestärkt, ließ er endgültig die Messe abschaffen, Stifte und Klöster schließen. Schon 1528 wurden teilweise, 1530 allgemein die Bilder beseitigt. Dieses Jahr bedeutete einen tiefen Einschnitt: Lindau unterschrieb die Confessio Tetrapolitana und näherte sich den Straßburgern. 
Nun begann Gassners innerkirchliche Wirksamkeit. Von ihm, der 1530 die vorgesehene Äbtissin Katharina von Ramschwag heiratete und von den Bürgern sehr geliebt wurde, rührt die Lindauer Zuchtordnung von 1533 her (Einfluss des Zürcher Ehegerichts und der Konstanzer Zuchtordnung). Gassner trat auch für die Wittenberger Konkordie ein, ohne selbst dabei gewesen zu sein. Martin Bucer brachte die Beziehung zustande. Obwohl er das gesamte Lindauer Kirchenwesen leitete, ordnete Gassner sich dem Rat unter. Im Alter trat seine Neigung zum Luthertum deutlicher hervor.